# Dianthus kuschakewiczii
Dianthus kuschakewiczii är en nejlikväxtart som beskrevs av Eduard August von Regel och Schmalh. Dianthus kuschakewiczii ingår i släktet nejlikor, och familjen nejlikväxter. Inga underarter finns listade i Catalogue of Life.